# 古田德昌
古田德昌（日語：ふるた のりまさ，1928年3月27日—2019年9月9日）乃日本通商產業省（今經濟產業省，以下簡稱通產省）貿易局局長、馬自達汽車公司的第7任社長，也是該公司第一位非內部直升的空降社長。

## 生平略歷
古田德昌出生於1928年（昭和3年）3月27日，畢業於東京大學經濟學部。1952年（昭和27年）進入通產省就職，與他同期的有杉山和男（通產省事務次官）、並木信義（名古屋市立大學教授）、小松國男（通產省審議官）、小島英敏（經企次官）、谷村昭一（經企次官、日商專務理事）、服部典徳（工業技術院總務部部長）、倉部行雄（防衛廳裝備局局長）、平林勉（官房審議官）等人。
1987年（昭和62年）12月就任東洋工業（馬自達汽車前身）第7任社長，也是該公司有史以來第一位空降社長。由於當時面臨全球貿易自由化的浪潮，通產省要求國內汽車製造廠檢討整併。為了爬上前三大日系車廠，古田決定實施多品牌策略與多經銷商通路。同時促使以前的輕型車Carol以Autozam副品牌復活、推出高級豪華轎車Sentia和Capella的後繼車Cronos、還有一戰成名的Roadster。
在他任期內，適逢日本足球聯盟推展職業化，屬於該公司的東洋工業足球部（廣島三箭足球隊前身）因經費問題，對於聯盟職業化的議題相當消極。廣島縣足球協會會長野村尊敬及多位足球界人士在1991年1月22日傍晚拜會時任廣島縣知事的竹下虎之助，竹下允諾撥款補助，加上東洋工業主要往來銀行住友銀行的後援，1月23日該隊正式表明願意加入職業足球聯盟，於是成為後來的廣島三箭隊。
1991年12月古田自社長的職位卸任，1992年4月擔任廣島三箭隊球團第一任老闆，1994年該隊即奪下冠軍。後來古田曾任日本單車協會（（日語）日本サイクリング協会）會長、名譽會長等職務。2019年9月9日古田因心臟衰竭逝世，馬自達汽車於廣島市特別設置追思會以供悼念。

## 外部連結
- （日語）日本サイクリング協会 （页面存档备份，存于）